# Belvedere do Grinfo

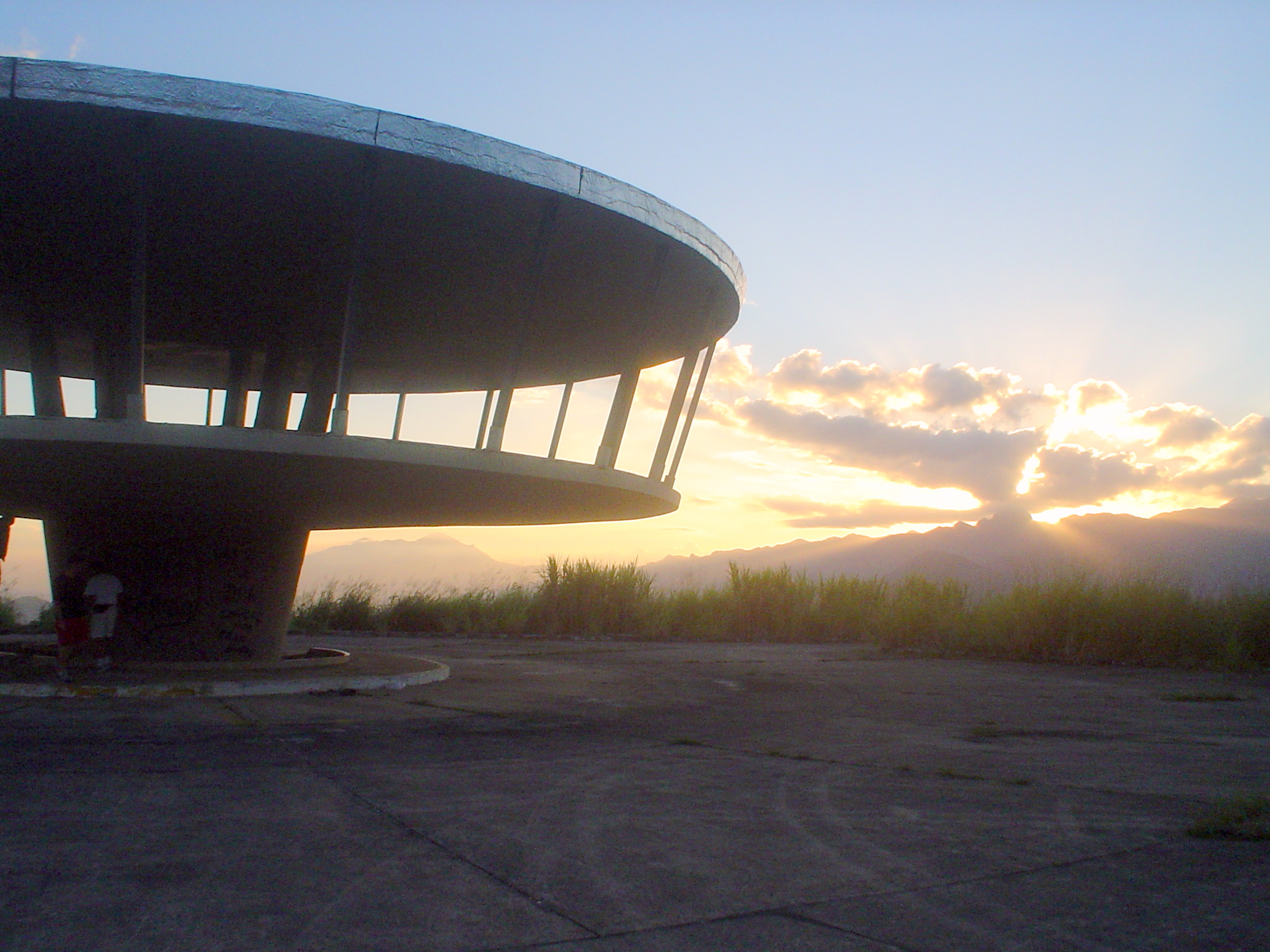

O Belvedere do Grinfo é um mirante na pista de descida da BR-040, localizado entre Petrópolis e Xerém. O belvedere foi construído no fim dos anos 1950, e inaugurado na década de 1960 para sediar um restaurante, logo depois da inauguração da estrada, que, na época, era em mão dupla. Neste local funcionava o antigo Restaurante Disco.
Com a construção da pista de subida (mão única), o movimento caiu e, consequentemente, o local fechou.